# Олександрівка (Межівська селищна громада)
Олекса́ндрівка — село в Україні, у Синельниківському районі Дніпропетровської області. Входить до складу Межівської селищної громади. Населення становить 275 осіб. До 2017 орган місцевого самоврядування - Веселівська сільська рада.

## Історія
12 червня 2020 року, відповідно до розпорядження Кабінету Міністрів України № 709-р від «Про визначення адміністративних центрів та затвердження територій територіальних громад Дніпропетровської області», увійшло до складу Межівської селищної громади.
19 липня 2020 року, в результаті адміністративно-територіальної реформи і ліквідації Межівського району, село увійшло до складу новоутвореного Синельниківського району.

## Географія
Село Олександрівка знаходиться на відстані 0,5 км від села Антонівське, за 1 км від села Веселе, за 4,5 км від селища Межова. По селу протікає пересихаючий струмок з загатою. Поруч проходять автомобільна дорога Т 0406 і залізниця, станція Межова в 5 км.

## Населення

### Мова
Розподіл населення за рідною мовою за даними перепису 2001 року:
| Мова       | Кількість | Відсоток |
| ---------- | --------- | -------- |
| українська | 262       | 95.27%   |
| російська  | 10        | 3.64%    |
| білоруська | 2         | 0.73%    |
| румунська  | 1         | 0.36%    |
| Усього     | 275       | 100%     |